# Johann Ludwig Bach
Johann Ludwig Bach (4 februari 1677 te Thal bij Eisenach - 1 mei 1731 te Meiningen) was een Duits componist en violist.

## Leven
Als oudste zoon van Johann Jacob Bach was hij een telg van de muzikale Bach-familie. Over zijn opleiding is vrijwel niets bekend, maar waarschijnlijk werd hij door zijn vader in de muziek ingewijd. Hij doorliep het Gymnasium van Gotha. Hij verbleef het grootste deel van zijn leven in Meiningen, waar hij achtereenvolgens hofmusicus (1699), cantor (1703) en kapelmeester (1711) was. Dit levert hem vandaag de bijnaam Meininger Bach op. Hij ondernam tevens een poging om een aanstelling als cantor in Eisenach te verkrijgen, maar deze was niet succesvol.

## Werk
Johann Ludwig schreef een vrij groot aantal vocale werken, naast een aanzienlijk deel orkestmuziek dat bijna volledig verloren is gegaan. Dat zijn vocale muziek overleeft is grotendeels te danken aan Johann Sebastian Bach, die in 1726 te Leipzig, naast twee missen, ook 18 van zijn cantates opvoerde. De cantate Denn du wirst meine Seele werd lang beschouwd als een werk van Johann Sebastian (BWV-15).

### Kerkmuziek
Twee missen:
- Missa brevis in e 'sopra cantilena "Allein Gott in der Höh"' (16 september 1716) voor sopraan, alt, tenor, bas, strijkers en basso continuo. Het werk is als BWV Anh. III 166 opgenomen in de werkenlijst van Johann Sebastian, die het begin van het gloria componeerde.
- Een tweekorige mis in G, eveneens in de BWV opgenomen als BWV Anh. III 167

Een achtstemmig Magnificat.
Verder overleven 11 motetten. Meestal zijn ze geschreven voor twee koren (telkens SATB) en basso continuo.
- Das Blut Jesu Christi
- Das ist meine Freude
- Die richtig für sich gewandelt haben
- Gedenke meiner, mein Gott
- Gott sei mir gnädig (voor 9 stemmen en basso continuo)
- Ich habe dich ein klein Augenblick
- Ich will auf den Herrn schauen
- Sei nun wieder zufrieden
- Unsere Trübsal (voor 6 stemmen)
- Uns ist ein Kind geboren
- Wir wissen, so unser irdisch Haus

De 18 cantates die Johann Sebastian Bach in 1726 te Leipzig opvoerde, samen met nog 5 andere religieuze cantates:
- Darum säet euch Gerechtigkeit
- Darum will ich auch erwählen
- Denn du wirst meine Seele nicht in der Hölle lassen (oorspronkelijk als BWV15 opgenomen in de werkenlijst van Johann Sebastian Bach)
- Der Gottlosen Arbeit wird fehlen
- Der Herr wird ein neues im Land erschaffen
- Die mit Tränen säen
- Die Weisheit kommt nicht in eine boshafte Seele
- Durch sein Erkenntnis
- Er machet uns lebendig
- Es ist aus der Angst und Gericht
- Gott ist unser Zuversicht
- Ich aber ging für dir über
- Ich will meinen Geist in euch geben
- Ja, mir hast du Arbeit gemacht
- Mache dich auf, werde Licht
- Siehe ich will meinen Engel senden
- Und ich will ihnen einen einigen Hirten erwecken
- Wie lieblich sind auf den Bergen
- Du sollst lieben Gott
- Es wird des Herrn Tag kommen
- Kommt, es ist alles bereit (verloren gegaan)
- Küsset den Sohn, dass er nicht zürne (fragmentarisch bewaard)
- Siehe, ich will viele Fischer aussenden (fragmentarisch bewaard)

### Overige werken
Als kapelmeester moet Johann Ludwig Bach veel kamermuziek hebben gecomponeerd, maar enkel een Ouverture in G uit 1715 bleef bewaard.
Verder is een wereldlijke cantate overgeleverd: Klingt vergnügt.
Uit 1724 dateert de begrafenismuziek die Johann Ludwig Bach voor zijn werkgever, hertog Ernst Ludwig, schreef. Het werk heeft een zeer rijke bezetting.